# Salzpolygon

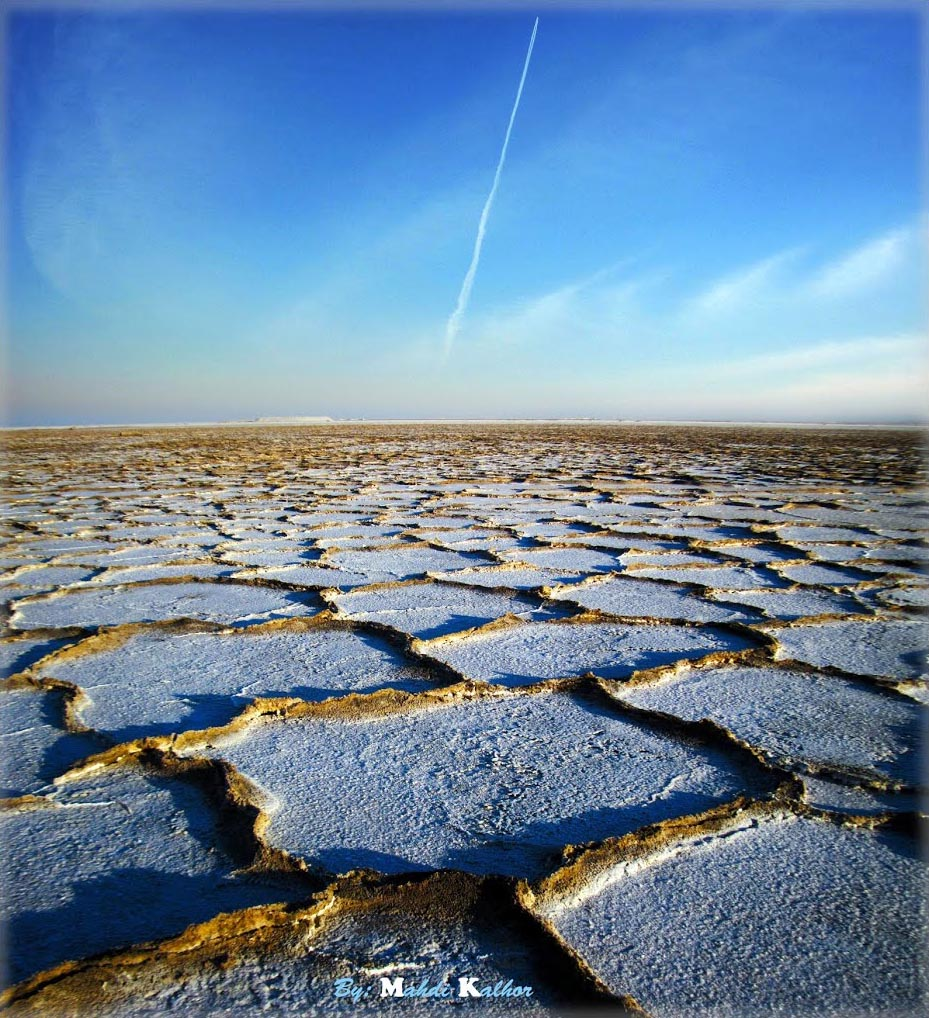
Salzpolygone

Salzpolygone sind sechseckige Wabenmuster, die auf der Oberfläche von trockenen Salzseen und Salzwiesen weltweit vorkommen. Diese Muster sind auffallend und haben eine relativ einheitliche Größe, was lange Zeit ein Rätsel für die Forschung darstellte.

## Bildung und Entstehung
Die Entstehung von Salzpolygonen ist auf den natürlichen Prozess der Kristallisation zurückzuführen. Wenn Salzwasser verdunstet, bilden sich kristalline Salzablagerungen auf dem Boden. Diese Kristalle wachsen in regelmäßigen Mustern und bilden so die relativ regelmäßigen Seiten eines Salzpolygons. Unregelmäßigkeiten im Wachstum der Kristalle führen zu den unregelmäßigen Polygonen innerhalb der Salzpolygonen.
Die Ursache für die Bildung dieser geometrische Figuren ist eine Zirkulation von salzigem Wasser unter der Salzkruste. Wenn an der Oberfläche Wasser verdunstet, strömt salziges Grundwasser aus der Tiefe nach oben und bildet eine dichte, salzige Sole, die langsam nach außen strömt und die erhabenen Ränder der Waben bildet.
An den Rändern der Waben bilden sich Zonen von schwerem Salzwasser, das wieder in die Tiefe sinkt, und es entsteht eine langsame Konvektion. Ähnlich wie bei einem Heizkörper zirkulieren warmes und kaltes Wasser, bilden sich im Untergrund Konvektionsrollen von salzigem und weniger salzigem Wasser, was ein relativ regelmäßiges Muster erzeugt.
Eine Studie hat gezeigt, dass die Größe der Waben unabhängig von der Dicke der Salzkruste aufgrund bestimmter physikalischer Parameter eine bestimmte Größe hat. Die sechseckige Form der Waben ist auf die Tatsache zurückzuführen, dass sich viele auf- und absteigende Ströme aneinander drängen und dadurch zur platzsparendsten Form zusammengedrückt werden.

## Bedeutung
Salzpolygone spielen sowohl in der Geologie als auch in der Hydrologie eine wichtige Rolle. In der Geologie können sie Aufschlüsse über den natürlichen Prozess der Kristallisation und den Zustand des Bodens geben. In der Hydrologie können sie dazu beitragen, das Verständnis für den Wasserkreislauf und das Wasserhaushalt in salzigen Ökosystemen zu verbessern.